# 안드로니코스 3세
안드로니코스 3세 팔레올로고스(그리스어: Ανδρόνικος Γʹ Παλαιολόγο, 1297년 5월 25일 – 1341년 6월 15일)는 동로마 제국의 황제로 1328년부터 1341년까지 재위했다.

## 생애
안드로니코스 2세의 손자이자 공동황제였던 미하일 9세의 아들이다. 1320년 안드로니코스는 자기의 동생인 마누일을 사고사시켰다. 그러자 부친 미하일은 충격사 하였으며, 할아버지인 안드로니코스 2세는 손자 안드로니코스와 의절 및 후계구조를 박탈하였다. 그 뒤 후계황제를 자신의 막내아들인 콘스탄티노스를 옹립하기 위해 공동황제를 추진하였다. 이에 손자 안드로니코스는 이에 반발하여 측근인 요한네스 칸타쿠제노스와 함께 1321년 내전을 일으켰다. 내전은 1328년까지 지속되어 장기간의 내전으로 이어졌다. 결국 안드로니코스 3세는 수도 콘스탄티노폴리스를 장악하였고 황제 안드로니코스 2세는 내전을 막지 못하여 손자를 공동황제로 임명 후 퇴위를 하게 된다.
조부의 뒤를 이어 황제로 즉위한 안드로니코스 3세의 치세는 1330년대에는 비록 오스만의 팽창으로 니케아를 비롯한 소아시아 영토는 상실되었지만 세르비아, 불가리아 제국에 대항을 했으며 일부 영토는 획득을 하게 된다. 또한 그의 치세때 에페이로스 전제공국을 멸망시켜 제국의 관할로 속하게 된다. 1341년 병환으로 사망하여 후임 황제는 장남 요안니스가 이었다.